# مجمع رياضي
المجمع الرياضي عبارة عن مجموعة من المنشآت الرياضية. على سبيل المثال، ملاعب للمسار والميدان وملاعب كرة القدم وملاعب البيسبول وحمامات السباحة والساحات الداخلية. هذه المنطقة عبارة عن مجمع رياضي. الحديقة الأولمبية هي أيضًا نوع من المجمع الترفيهي.

## آسيا
- مجمع ازادي الرياضي
- مجمع مدينة سيبو الرياضي
- مدينة دافاو - مجمع UP الرياضي
- مجمع دافاو ديل نورتي الرياضي
- مجمع جيلورا بونج كارنو الرياضي
- مجمع ريزال الرياضي التذكاري
- حي القدس الرياضي
- مدينة جكابارينج الرياضية
- مجمع جي آر دي تاتا الرياضي
- مركز ماريكينا الرياضي
- مجمع نيو كلارك سيتي الرياضي
- مجمع بناد بارك والرياضة
- المركز الرياضي تريفاندرم
- مجمع شري شيف شاتراباتي الرياضي
- مجمع سيول الرياضي
- مركز سنغافورة الرياضي
- مجمع ماليزيا الوطني الرياضي

## أوروبا
- مجمع أثينا الأولمبي الرياضي
- فيرست دايركت ارينا
- ملعب هيدنجلي
- ملعب هورسفول
- ملعب مانشستر الإقليمي
- ملعب اودسال
- بارك أفينيو (ملعب)

## أمريكا الشمالية
- مجمع كامدن ياردز الرياضي
- مجمع ميدولاندز الرياضي
- مجمع جنوب فيلادلفيا الرياضي
- مجمع ترومان الرياضي
- مجمع بوابة الرياضة والترفيه

## أوقيانوسيا
- منطقة ملبورن للرياضة والترفيه
- مركز سبرينجفيل الرياضي الداخلي

## أمريكا الجنوبية
- مجمع أتاناسيو جيراردوت الرياضي